# Vincent Matheron
Vincent Matheron, né le 15 mai 1998 à Marseille, est un skateboardeur français. Il a participé à diverses compétitions de "Park" aux World Skateboarding Championship ainsi qu'aux Jeux olympiques d'été de 2020 à Tokyo, y finissant 7e.

## Biographie
Vincent Matheron naît le 15 mai 1998 à Marseille, dans le 12e arrondissement. Son père, Patrick Matheron, l’initie au skateboard durant son enfance, au bowl du Prado, ce qui lui a permis de se faire une place aux côtés de Aurélien Giraud et même Tony Hawk,,.

## Carrière
En novembre 2018, il participe aux premiers championnats du monde de skateboard à Nanjing, en Chine. Il finit 5e, le vainqueur étant le Brésilien Pedro Barros.
Dès septembre 2019, il rejoint la Californie, à Carlsbad, afin de pouvoir s'entraîner avec plus de skateurs à temps plein,. Il y vit avec d'autres skateurs parmi les meilleurs mondiaux, Tom Schaar et Jake Wooten. Il participe ensuite aux championnats du monde de bowl à Sao Paulo, au Brésil.
En 2020, il est victime d'une triple facture de la cheville en chutant du vert de Tony Hawk et réalise plusieurs mois de rééducation,.
En 2021, il participe aux Jeux olympiques d'été de 2020 à Tokyo dans l'épreuve de park, étant nommé capitaine de l'équipe de France de skate pour la compétition. Il parvient à la finale mais finit 7e, ayant chuté lors de ses trois essais,.